# Geulanggang Panah
Geulanggang Panah is een bestuurslaag in het regentschap Bireuen van de provincie Atjeh, Indonesië. Geulanggang Panah telt 258 inwoners (volkstelling 2010).